# Иволандия
Иволандия (порт. Ivolândia) — муниципалитет в Бразилии, входит в штат Гояс. Составная часть мезорегиона Центр штата Гойас. Входит в экономико-статистический микрорегион Ипора. Население составляет 2976 человек на 2006 год. Занимает площадь 1262,837 км². Плотность населения — 2,4 чел./км².

## Статистика
- Валовой внутренний продукт на 2003 год составляет 25 160 548,00 реалов (данные: Бразильский институт географии и статистики).
- Валовой внутренний продукт на душу населения на 2003 год составляет 8434,65 реала (данные: Бразильский институт географии и статистики).
- Индекс развития человеческого потенциала на 2000 год составляет 0,721 (данные: Программа развития ООН).

## Галерея

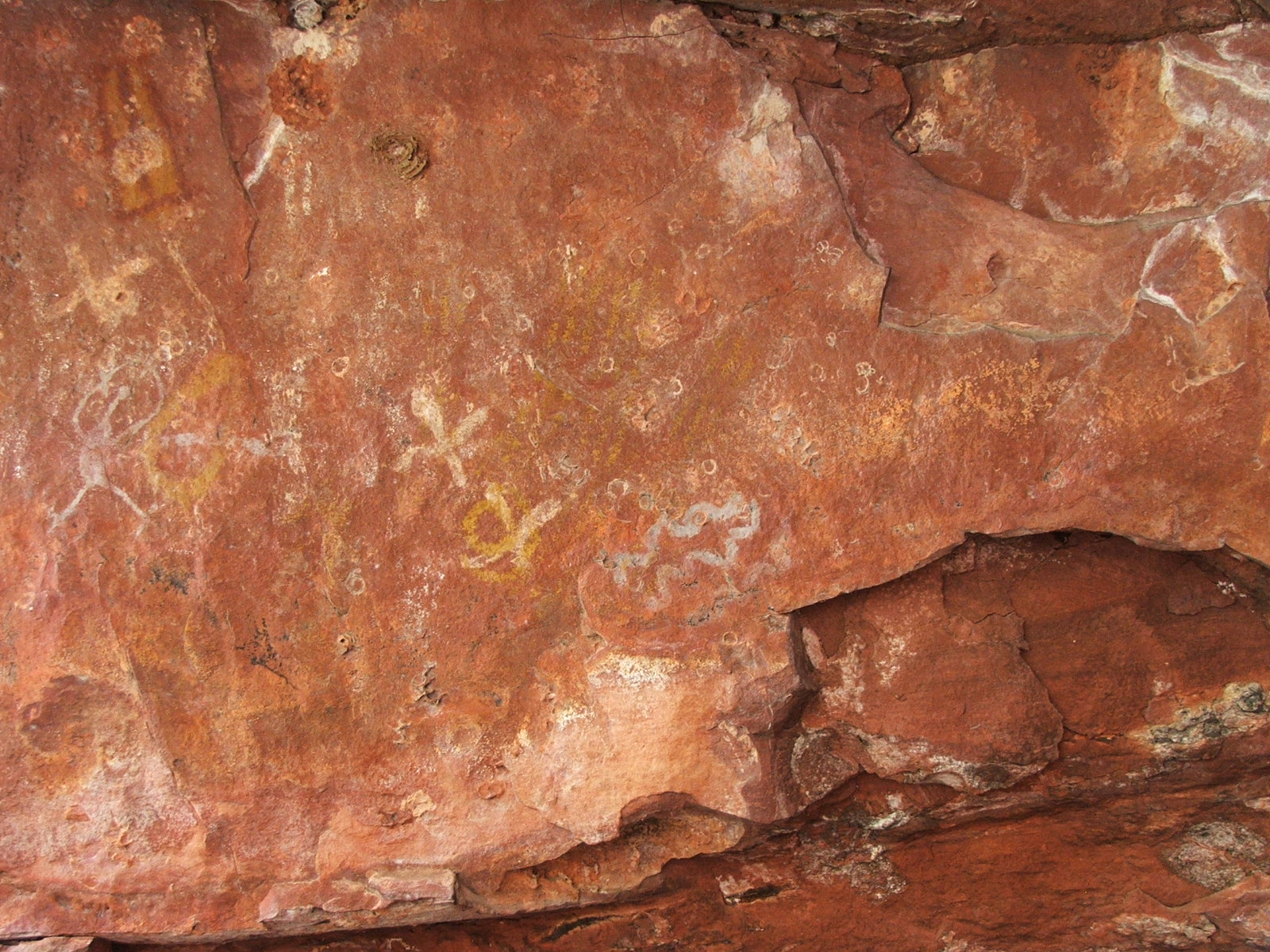
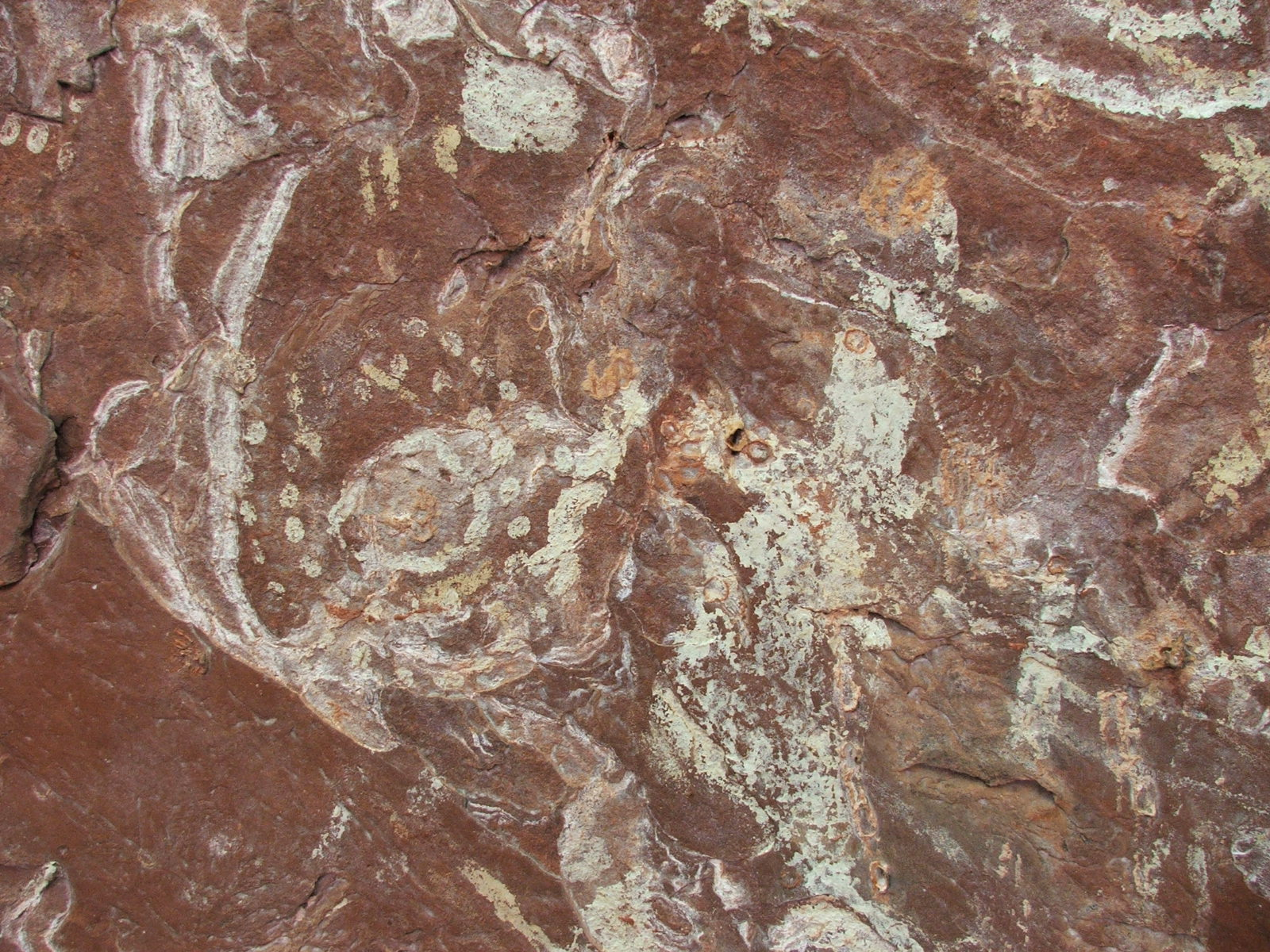
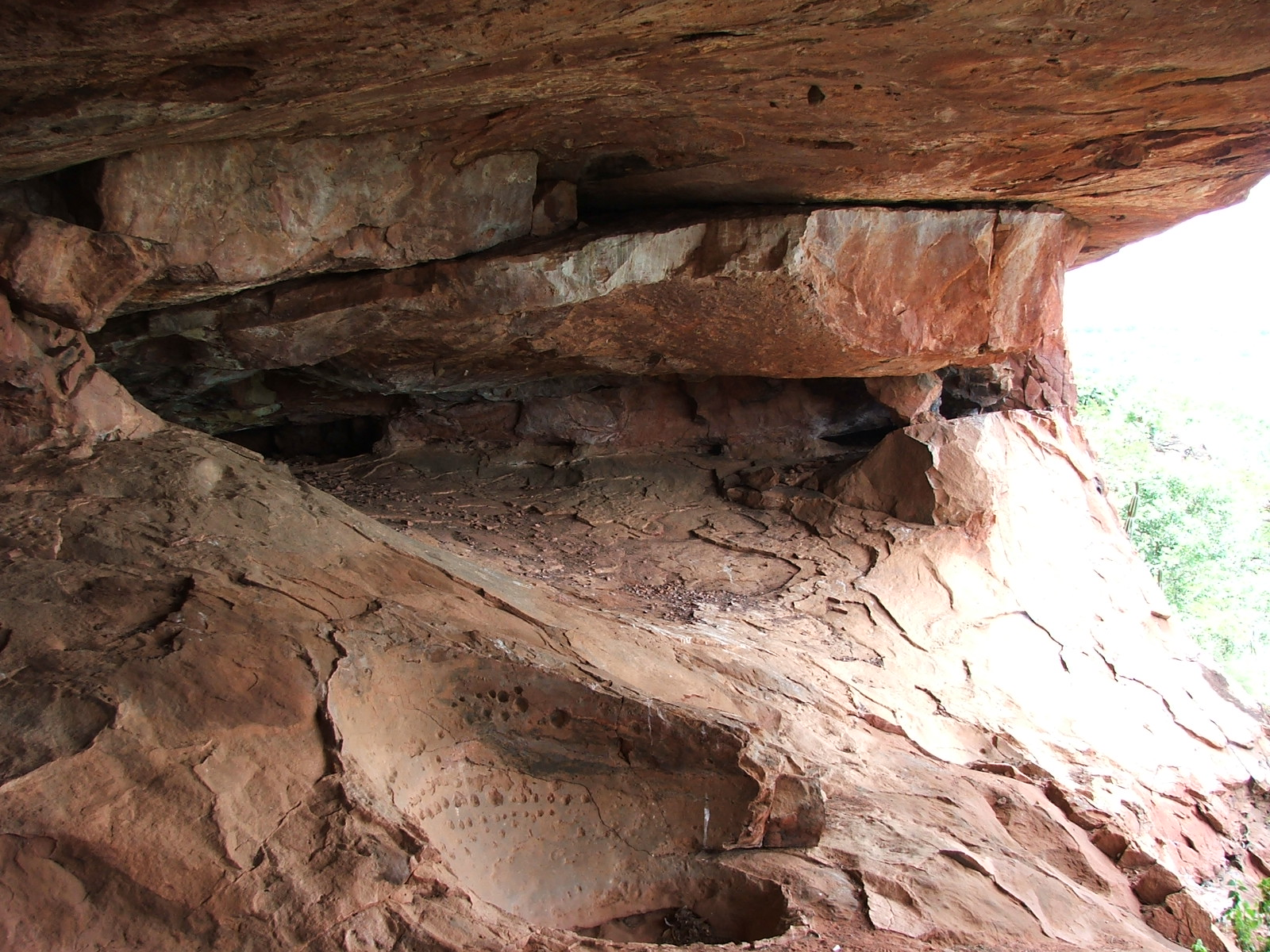
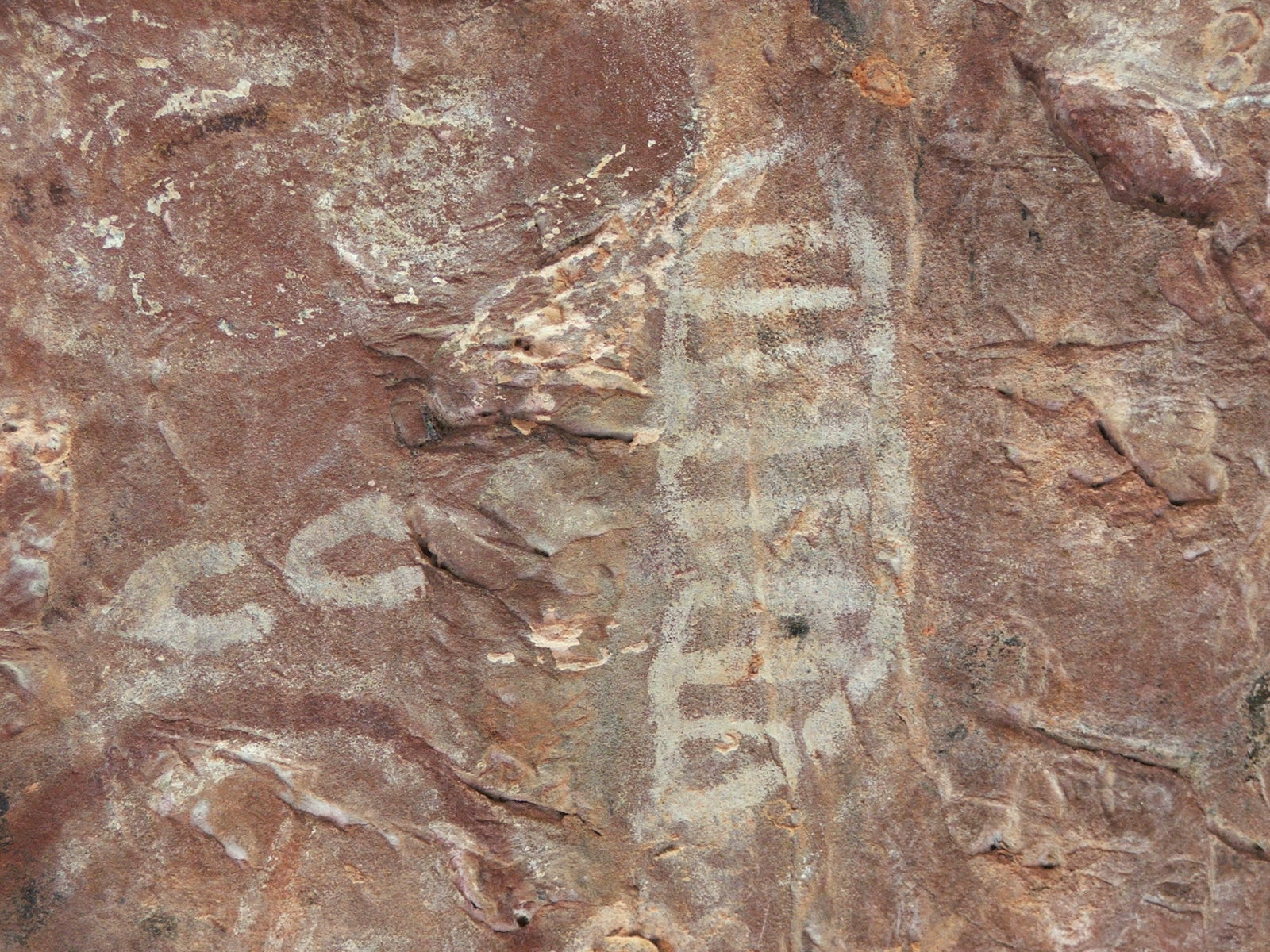